# Sadibou Hydara
Sadibou Hydara (* 1964 in Serekunda-Dippa Kunda; † 3. Juni 1995 in Banjul) war Minister im westafrikanischen Staat Gambia.

## Leben
Geboren 1964 in Dippa Kunda, einem Stadtteil von Serekunda, wuchs Hydara zum Teil in Sierra Leone auf. Wie Yahya Jammeh trat er 1984 in den Dienst der Gambia National Gendarmerie ein und stieg bis in den Rang eines Leutnants (second lieutenant) auf, 1993 wechselte er in die Gambia National Army.
An dem Militärputsch der Militärjunta Armed Forces Provisional Ruling Council (AFPRC) am 22. Juli 1994 war Leutnant Sadibou Hydara maßgeblich beteiligt. In der Übergangsregierung bis zu der Präsidentschaftswahl 1996 fungierte er als Innenminister (Minister of the Interior).
Er wurde aber am 27. Januar 1995 zusammen mit Sana B. Sabally verhaftet und im Mile Two-Gefängnis nahe Banjul inhaftiert. Ihnen wurde ein geplanter Anschlag an Jammeh vorgeworfen. Bevor es zu einem Prozess gegen die beiden kommen konnte, starb Hydara auf ungeklärte Weise im Juni 1995. Die offizielle Erklärung war, dass er eines natürlichen Todes starb; eine unabhängige Autopsie wurde nicht zugelassen. Nachfolger im Ministeramt wurde Lamin Kaba Bajo.